# Asienspiele 2022/Cricket
Bei den Asienspielen 2022 in Hangzhou, Volksrepublik China, wurden vom 19. September bis 7. Oktober 2023 zwei Wettbewerbe im Cricket, jeweils im WTwenty20 bzw. Twenty20-Format, ausgetragen. Die Spiele fanden auf dem Pingfeng Campus Cricket Field statt.

## Frauen

### Format
Die vier Test-Nationen und Thailand erhielten ein Freilos und waren direkt für das Viertelfinale qualifiziert. Die anderen vier Teams spielten in einer Vorrunde die drei verbliebenen Plätze im Viertelfinale aus.

### Kaderlisten
Die Mannschaften benannten die folgenden Kader
| WTwenty20 | WTwenty20 | WTwenty20 |
| Bangladesch | Hongkong | Indien |
| --- | --- | --- |
| - Nigar Sultana (K, wk) - Nahida Akter (VK) - Marufa Akter - Shorna Akter - Disha Biswas - Fargana Hoque - Rabeya Khan - Fahima Khatun - Sultana Khatun - Sanjida Akter Meghla - Lata Mondal - Ritu Moni - Sobhana Mostary - Shathi Rani - Shamima Sultana (wk)                                           | - Kary Chan (K) - Natasha Miles (VK) - Maryam Bibi - Betty Chan - Charlotte Chan - Shing Chan - Amanda Cheung (wk) - Hiu Ying Cheung (wk) - Cindy Ho - Emma Lai - Heiley Lui - Bella Poon - Alison Siu - Yee Shan To - Akasha Yousaf                                                                                           | - Harmanpreet Kaur (K) - Smriti Mandhana (VK) - Kanika Ahuja - Anusha Bareddy - Uma Chetry (wk) - Rajeshwari Gayakwad - Richa Ghosh (wk) - Amanjot Kaur - Minnu Mani - Jemimah Rodrigues - Titas Sadhu - Anjali Sarvani - Deepti Sharma - Devika Vaidya - Pooja Vastrakar - Shafali Verma                           |
| Indonesien | Malaysia | Mongolei |
| - Ni Wayan Sariani (K, wk) - Ni Made Putri Suwandewi (VK) - Andriani (wk) - Mia Arda - Ni Ariani - Maria Corazon (wk) - Ni Luh Dewi - Kisi Kasse - Sang Maypriani - Rahmawati Pangestuti - Kadek Winda Prastini - Lie Qiao - Ni Kadek Fitria Rada Rani - Ni Putu Ayu Nanda Sakarini (wk) - Desi Wulandari | - Winifred Duraisingam (K) - Mas Elysa (VK) - Musfirah Nur Ainaa - Ainur Amelina - Nik Nur Atiela - Aisya Eleesa - Ainna Hamizah Hashim - Jamahidaya Intan - Mahirah Izzati Ismail - Wan Julia (wk) - Dhanusri Muhunan - Aina Najwa (wk) - Nur Arianna Natsya - Nur Dania Syuhada - Wan Nor Zulaika                            | - Tsendsuren Ariuntsetseg (K) - Gansuk Anujin - Uuganbayar Anujin - Bat-Amgalan Bulganchimeg - Mendbayaar Enkhzul - Jargalsaikhan Erdenesuvd - Batjargal Ichinkhorloo - Enkhbold Khaliunaa (wk) - Ganbat Namuunsuren - Battsetseg Namuunzul - Battsogt Narangerel (wk) - Ganbold Urjindulam                         |
| Pakistan | Sri Lanka | Thailand |
| - Nida Dar (K) - Muneeba Ali (wk) - Najiha Alvi (wk) - Sidra Ameen - Diana Baig - Sadia Iqbal - Anoosha Nasir - Natalia Pervaiz - Aliya Riaz - Fatima Sana - Syeda Aroob Shah - Nashra Sandhu - Sadaf Shamas - Omaima Sohail - Umm-e-Hani - Shawaal Zulfiqar                                              | - Chamari Athapaththu (K) - Oshadi Ranasinghe (VK) - Nilakshi de Silva - Kavisha Dilhari - Imesha Dulani - Vishmi Gunaratne - Achini Kulasuriya - Sugandika Kumari - Kaushini Nuthyangana - Hasini Perera - Udeshika Prabodhani - Inoshi Priyadharshani - Inoka Ranaweera - Harshitha Samarawickrama - Anushka Sanjeewani (wk) | - Naruemol Chaiwai (K) - Natthakan Chantam - Nattaya Boochatham - Nanthita Boonsukham - Kanyakorn Bunthansen - Sunida Chaturongrattana - Onnicha Kamchomphu - Rosenanee Kanoh - Suwanan Khiaoto (wk) - Nannapat Koncharoenkai (wk) - Phannita Maya - Thipatcha Putthawong - Chanida Sutthiruang - Sornnarin Tippoch |

### Vorrunde
Die Gewinner von Spiel 1 und 2 waren direkt für das Viertelfinale qualifiziert, die Unterlegenen Teams spielten in einem weiteren Spiel den dritten Qualifikanten für das Viertelfinale aus.

#### Spiel 1
| 19. September Scorecard | Hangzhou | Indonesien 187-4 (20)           | – | Mongolei 15 (10) |
|                         |          | Indonesien gewinnt mit 172 Runs |   |                  |

#### Spiel 2
| 19. September Scorecard | Hangzhou | Malaysia 104-9 (20)          | – | Hongkong 82 (20) |
|                         |          | Malaysia gewinnt mit 22 Runs |   |                  |

#### Viertelfinale-Qualifier
| 20. September Scorecard | Hangzhou | Hongkong 202-4 (20)           | – | Mongolei 22 (14.3) |
|                         |          | Hongkong gewinnt mit 180 Runs |   |                    |

### Finalrunde

#### Viertelfinale
| 21. September Scorecard | Hangzhou | Indien 173-2 (15/15) | – | Malaysia 1-0 (0.2/15) |
|                         |          | No Result            |   |                       |

Das Spiel musste auf Grund anhaltender Regenfälle abgesagt werden. Indien qualifizierte sich auf Grund der höheren Platzierung in der Setzliste.
| 21. September Scorecard | Hangzhou | Pakistan | – | Indonesien |
|                         |          | Abgesagt |   |            |

Das Spiel musste auf Grund anhaltender Regenfälle abgesagt werden. Pakistan qualifizierte sich auf Grund der höheren Platzierung in der Setzliste.
| 22. September Scorecard | Hangzhou | Thailand 78-7 (15/15)           | – | Sri Lanka 84-2 (10.5/15) |
|                         |          | Sri Lanka gewinnt mit 8 Wickets |   |                          |

| 22. September Scorecard | Hangzhou | Bangladesch | – | Hongkong |
|                         |          | Abgesagt    |   |          |

Das Spiel musste auf Grund anhaltender Regenfälle abgesagt werden. Bangladesch qualifizierte sich auf Grund der höheren Platzierung in der Setzliste.

#### Halbfinale
| 24. September Scorecard | Hangzhou | Bangladesch 51 (17.5)        | – | Indien 52-2 (8.2) |
|                         |          | Indien gewinnt mit 8 Wickets |   |                   |

| 24. September Scorecard | Hangzhou | Pakistan 75-9 (20)              | – | Sri Lanka 77-4 (16.3) |
|                         |          | Sri Lanka gewinnt mit 6 Wickets |   |                       |

#### Spiel um Bronze
| 25. September Scorecard | Hangzhou | Pakistan 64-9 (20)                | – | Bangladesch 65-5 (18.2) |
|                         |          | Bangladesch gewinnt mit 5 Wickets |   |                         |

#### Finale
| 25. September Scorecard | Hangzhou | Indien 116-7 (20)          | – | Sri Lanka 97-8 (20) |
|                         |          | Indien gewinnt mit 19 Runs |   |                     |

### Endstand
| Platz | Land | Athletinnen |
| ----- | ---- | --- |
| 1     | IND  | Harmanpreet Kaur (K), Smriti Mandhana (VK), Kanika Ahuja, Anusha Bareddy, Uma Chetry (wk), Rajeshwari Gayakwad, Richa Ghosh (wk), Amanjot Kaur, Minnu Mani, Jemimah Rodrigues, Titas Sadhu, Anjali Sarvani, Deepti Sharma, Devika Vaidya, Pooja Vastrakar, Shafali Verma                                       |
| 2     | SRI  | Chamari Athapaththu (K), Oshadi Ranasinghe (VK), Nilakshi de Silva, Kavisha Dilhari, Imesha Dulani, Vishmi Gunaratne, Achini Kulasuriya, Sugandika Kumari, Kaushini Nuthyangana, Hasini Perera, Udeshika Prabodhani, Inoshi Priyadharshani, Inoka Ranaweera, Harshitha Samarawickrama, Anushka Sanjeewani (wk) |
| 3     | BAN  | Nigar Sultana (K, wk), Nahida Akter (VK), Marufa Akter, Shorna Akter, Disha Biswas, Fargana Hoque, Rabeya Khan, Fahima Khatun, Sultana Khatun, Sanjida Akter Meghla, Lata Mondal, Ritu Moni, Sobhana Mostary, Shathi Rani, Shamima Sultana (wk)                                                                |

## Männer

### Format
Die fünf Test-Nationen erhielten ein Freilos und waren direkt für das Viertelfinale qualifiziert. Die anderen neun Teams spielten in drei Dreier-Gruppen die drei verbliebenen Plätze im Viertelfinale aus.

### Vorrunde

#### Gruppe A
Tabelle
| Gruppe A  | Sp. | S | N | NR | P | NRR     |
| --------- | --- | - | - | -- | - | ------- |
| Nepal     | 2   | 2 | 0 | 0  | 4 | +10.275 |
| Malediven | 2   | 1 | 1 | 0  | 2 | −1.700  |
| Mongolei  | 2   | 0 | 2 | 0  | 0 | −11.575 |

Spiele
| 27. September Scorecard | Hangzhou | Nepal 314-3 (20)           | – | Mongolei 41 (13.1) |
|                         |          | Nepal gewinnt mit 273 Runs |   |                    |

| 28. September Scorecard | Hangzhou | Mongolei 60-9 (20)              | – | Malediven 62-1 (6.4) |
|                         |          | Malediven gewinnt mit 9 Wickets |   |                      |

| 1. Oktober Scorecard | Hangzhou | Nepal 212-7 (20)           | – | Malediven 74 (19.4) |
|                      |          | Nepal gewinnt mit 138 Runs |   |                     |

#### Gruppe B
Tabelle
| Gruppe B   | Sp. | S | N | NR | P | NRR    |
| ---------- | --- | - | - | -- | - | ------ |
| Hongkong   | 2   | 2 | 0 | 0  | 4 | +3.507 |
| Japan      | 2   | 1 | 1 | 0  | 2 | −0.015 |
| Kambodscha | 2   | 0 | 2 | 0  | 0 | −3.500 |

Spiele
| 27. September Scorecard | Hangzhou | Kambodscha 125-7 (20)       | – | Japan 126-7 (18.1) |
|                         |          | Japan gewinnt mit 3 Wickets |   |                    |

| 29. September Scorecard | Hangzhou | Kambodscha 70 (18.2)           | – | Hongkong 75-1 (5.5) |
|                         |          | Hongkong gewinnt mit 9 Wickets |   |                     |

| 1. Oktober Scorecard | Hangzhou | Japan 127 (19)                 | – | Hongkong 133-5 (18.5) |
|                      |          | Hongkong gewinnt mit 5 Wickets |   |                       |

#### Gruppe C
Tabelle
| Gruppe C | Sp. | S | N | NR | P | NRR    |
| -------- | --- | - | - | -- | - | ------ |
| Malaysia | 2   | 2 | 0 | 0  | 4 | +6.675 |
| Singapur | 2   | 1 | 1 | 0  | 2 | +0.650 |
| Thailand | 2   | 0 | 2 | 0  | 0 | −7.325 |

Spiele
| 28. September Scorecard | Hangzhou | Malaysia 160-8 (20)          | – | Singapur 87 (17.5) |
|                         |          | Malaysia gewinnt mit 73 Runs |   |                    |

| 29. September Scorecard | Hangzhou | Singapur 152-8 (20)          | – | Thailand 53 (15.3) |
|                         |          | Singapur gewinnt mit 99 Runs |   |                    |

| 2. Oktober Scorecard | Hangzhou | Malaysia 268-4 (20)           | – | Thailand 74-9 (20) |
|                      |          | Malaysia gewinnt mit 194 Runs |   |                    |

### Finalrunde

#### Viertelfinale
| 3. Oktober Scorecard | Hangzhou | Indien 202-4 (20)          | – | Nepal 179-9 (20) |
|                      |          | Indien gewinnt mit 23 Runs |   |                  |

| 3. Oktober Scorecard | Hangzhou | Pakistan 160 (20)            | – | Hongkong 92 (18.5) |
|                      |          | Pakistan gewinnt mit 68 Runs |   |                    |

| 4. Oktober Scorecard | Hangzhou | Afghanistan 116 (18.3)         | – | Sri Lanka 108 (19.1) |
|                      |          | Afghanistan gewinnt mit 8 Runs |   |                      |

| 4. Oktober Scorecard | Hangzhou | Bangladesch 116-5 (20)         | – | Malaysia 114-8 (20) |
|                      |          | Bangladesch gewinnt mit 2 Runs |   |                     |

#### Halbfinale
| 6. Oktober Scorecard | Hangzhou | Bangladesch 96-9 (20)        | – | Indien 97-1 (9.2) |
|                      |          | Indien gewinnt mit 9 Wickets |   |                   |

| 6. Oktober Scorecard | Hangzhou | Pakistan 115 (18)                 | – | Afghanistan 116-6 (17.5) |
|                      |          | Afghanistan gewinnt mit 4 Wickets |   |                          |

#### Spiel um Bronze
| 7. Oktober Scorecard | Hangzhou | Pakistan 48-1 (5/5)                            | – | Bangladesch 65-4 (5/5) |
|                      |          | Bangladesch gewinnt mit 6 Wickets (D/L method) |   |                        |

#### Finale
| 7. Oktober Scorecard | Hangzhou | Afghanistan 112-5 (18.5) | – | Indien |
|                      |          | No Result                |   |        |

Das Spiel musste auf Grund anhaltender Regenfälle abgesagt werden. Indien gewann den Titel auf Grund der höheren Platzierung in der Setzliste.

### Endstand
| Platz | Land | Athleten |
| ----- | ---- | --- |
| 1     | IND  | Ruturaj Gaikwad (K), Shahbaz Ahmed, Ravi Bishnoi, Akash Deep, Shivam Dube, Yashasvi Jaiswal, Avesh Khan, Mukesh Kumar, Sai Kishore, Jitesh Sharma (wk), Arshdeep Singh, Prabhsimran Singh (wk), Rinku Singh, Washington Sundar, Rahul Tripathi, Tilak Varma           |
| 2     | AFG  | Gulbadin Naib (K), Mohammad Shahzad (VK, wk), Fareed Ahmad, Qais Ahmad, Zubaid Akbari, Sharafuddin Ashraf, Sediqullah Atal, Karim Janat, Zahir Khan, Nijat Masood, Shahidullah, Sayed Shirzad, Wafiullah Tarakhil, Noor Ali Zadran, Afsar Zazai (wk)                  |
| 3     | BAN  | Saif Hassan (K), Afif Hossain (VK), Parvez Hossain Emon (wk), Zakir Hasan (wk), Jaker Ali (wk), Yasir Ali, Mrittunjoy Chowdhury, Rishad Hossain, Shahadat Hossain, Tanvir Islam, Mahmudul Hasan Joy, Sumon Khan, Ripon Mondol, Rakibul Hasan, Nahid Rana, Hasan Murad |